# Modest Urgell
Pour les articles homonymes, voir Urgell (homonymie).
Modest Urgell i Inglada (Barcelone, 1839 - 1919) est un peintre catalan. Il est parfois surnommé Katúfol.

## Biographie
Modest Urgell étudie à l'école de la Llotja de Barcelone comme élève de Ramon Martí i Alsina. Il passe un temps à Paris où il rencontre Gustave Courbet et inscrit sa peinture dans le réalisme. Dans les années 1860, ses toiles sont refusées pour être trop avancées pour les expositions organisées par la Llotja. Ses expositions à Madrid n'ont pas plus de succès.
Pour éviter l'épidémie de fièvre jaune à Barcelone, il quitte la ville en 1870 pour Olot, invité par Joaquim Vayreda. Les années suivantes il se rend à Arenys de Mar, Gelida et Toulouse. Les commandes lui permettent de vivre de son art.
Il obtient ses premiers succès aux expositions nationales de Madrid de 1876, 1892 et 1895 où il obtient une médaille. Membre fondateur de la Société artistique et littéraire de Catalogne (Societat Artística i Literària), il devient professeur de la Llotja à partir de 1902.

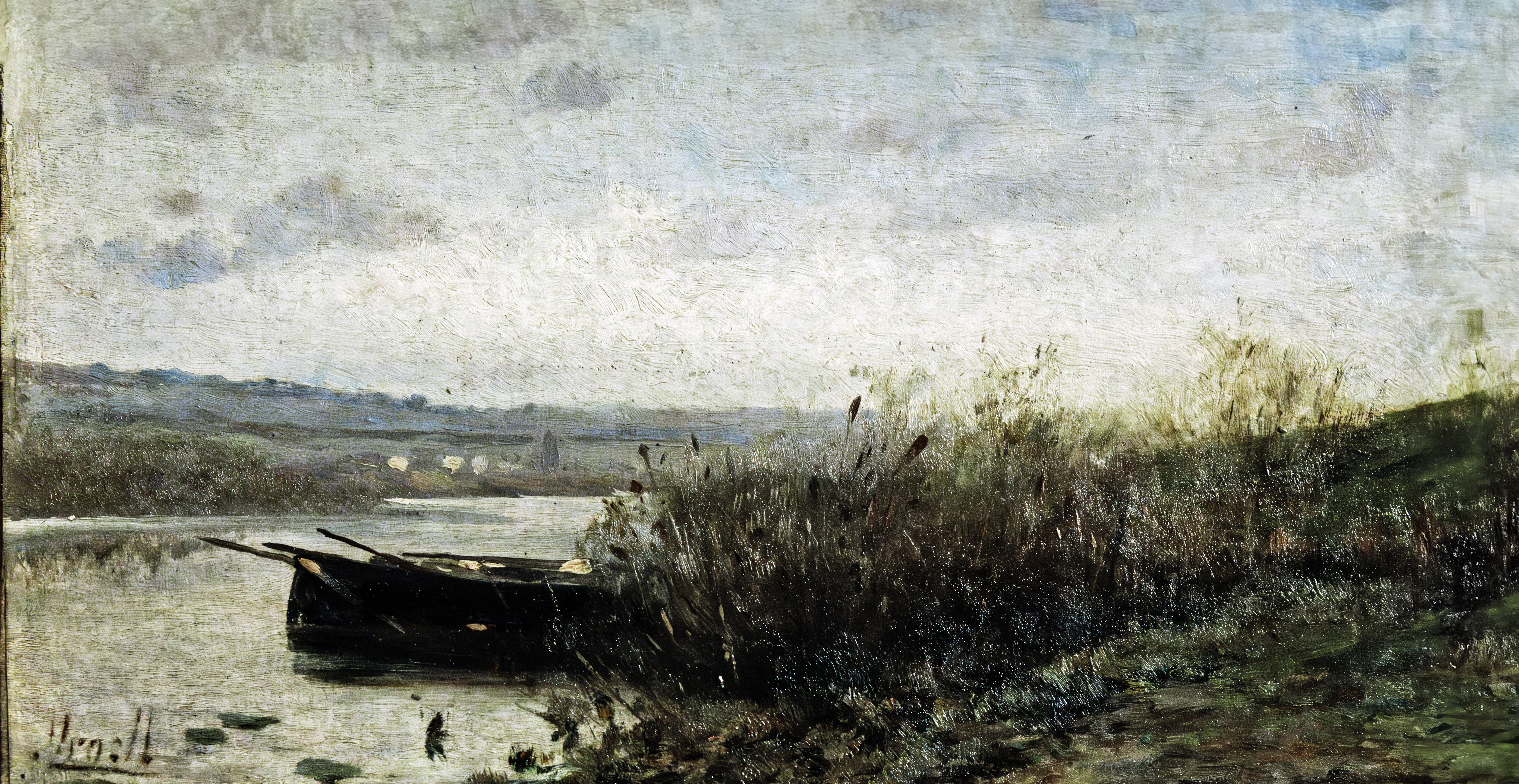
Bateau sur la rive du lac de Banyoles Musée national d'Art de Catalogne